# Merochlora faseolaria
Merochlora faseolaria là một loài bướm đêm trong họ Geometridae.